# Camponotus aurosus
Camponotus aurosus é uma espécie de inseto do gênero Camponotus, pertencente à família Formicidae.